# Сольдо

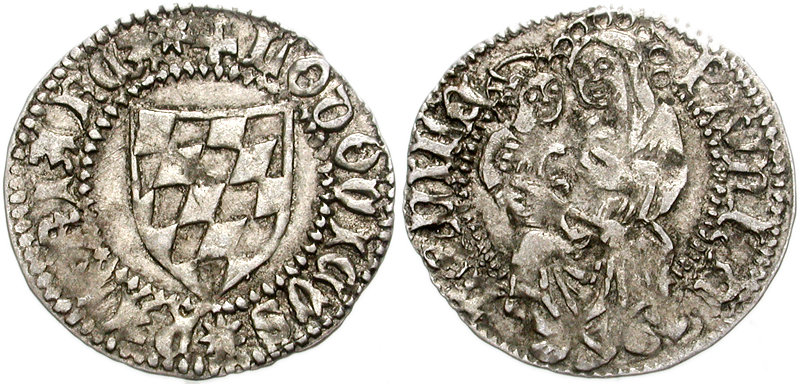
Сольдо Аквілейського патріархату, викарбований під час правління Людовика Текського (1412—1420)

Со́льдо (італ. soldo, від лат. solidus — твердий) — срібна монета багатьох держав середньовічної Італії. Почала карбуватися імператором Генріхом VI (1190—1197) в Мілані вагою в 1,25 — 1,30 г. Подвійний сольдо (італ. doppio soldo) — гроссо — важив 2,06-2,20 г. Монета карбувалася також в Пармі, Луцці. Зазвичай 5-8 сольдо прирівнювалися до одного гроссо. У XVIII ст. став мідним. З введенням французької десяткової  монетної системи за Наполеона I (1804—1814) став дорівнювати 1/20 ліри, або 5 чентезимо.
Венеція карбувала сольдо до 1797. Вперше монету викарбував дож Франческо Дандоло (роки правління 1328—1339) в 1332 році з 670-ї проби масою 0,957 г. В 1797 р. через ліквідацію Наполеоном Венеційської республіки (за мирним договором в Кампо-Форміо Венеція відійшла до Австрії) карбування припинено. У період перебування під владою Австрії (з 1814)  замінений монетою в 5 чентезимо.
Крім Венеції карбували інші італійські держави. З введенням французької монетної системи за Наполеона I (1804—1814/15) 1 ліра = 20 сольдо = 100 чентезимо. Папська область включила сольдо до своєї монетної системи 1866: 100 чентезимо = 20 сольдо = 1 лірі. До 1869 карбувалися монети в 1/2, 1, 2 і 4 сольдо в міді і в 5 і 100 сольдо в сріблі.
Папська держава випускала сольдо до 1866 р. (з міді: 1/2, 1, 2 і 4 сольдо; зі срібла: 5 і 10 сольдо). Назва сольдо збереглося як побутова назва для монети в 5 чентезимо.